# عبدالرحمن قابوس
عبدالرحمن قابوس (عربی: عبد الرحمن قابوس؛ زادهٔ ۲۴ آوریل ۱۹۸۳) بازیکن فوتبال اهل مراکش است.
از باشگاه‌هایی که در آن بازی کرده‌است می‌توان به باشگاه فوتبال اتحاد خمیسات، باشگاه فوتبال الوداد کازابلانکا، باشگاه فوتبال زسکا صوفیه، باشگاه فوتبال نورشوپینگ، باشگاه ورزشی خیطان کویت، باشگاه فوتبال لانس، باشگاه فوتبال رئال مورسیا، باشگاه فوتبال سوشو، و باشگاه فوتبال مولودیه وجده اشاره کرد.
وی همچنین در تیم ملی فوتبال مراکش بازی کرده‌است.